# Liste von Burgen, Schlössern und Festungen im Département Marne
Die Liste von Burgen, Schlössern und Festungen im Département Marne listet bestehende und abgegangene Anlagen im Département Marne auf. Das Département zählt zur Region Grand Est in Frankreich.

Wappen des Départements Marne (51)
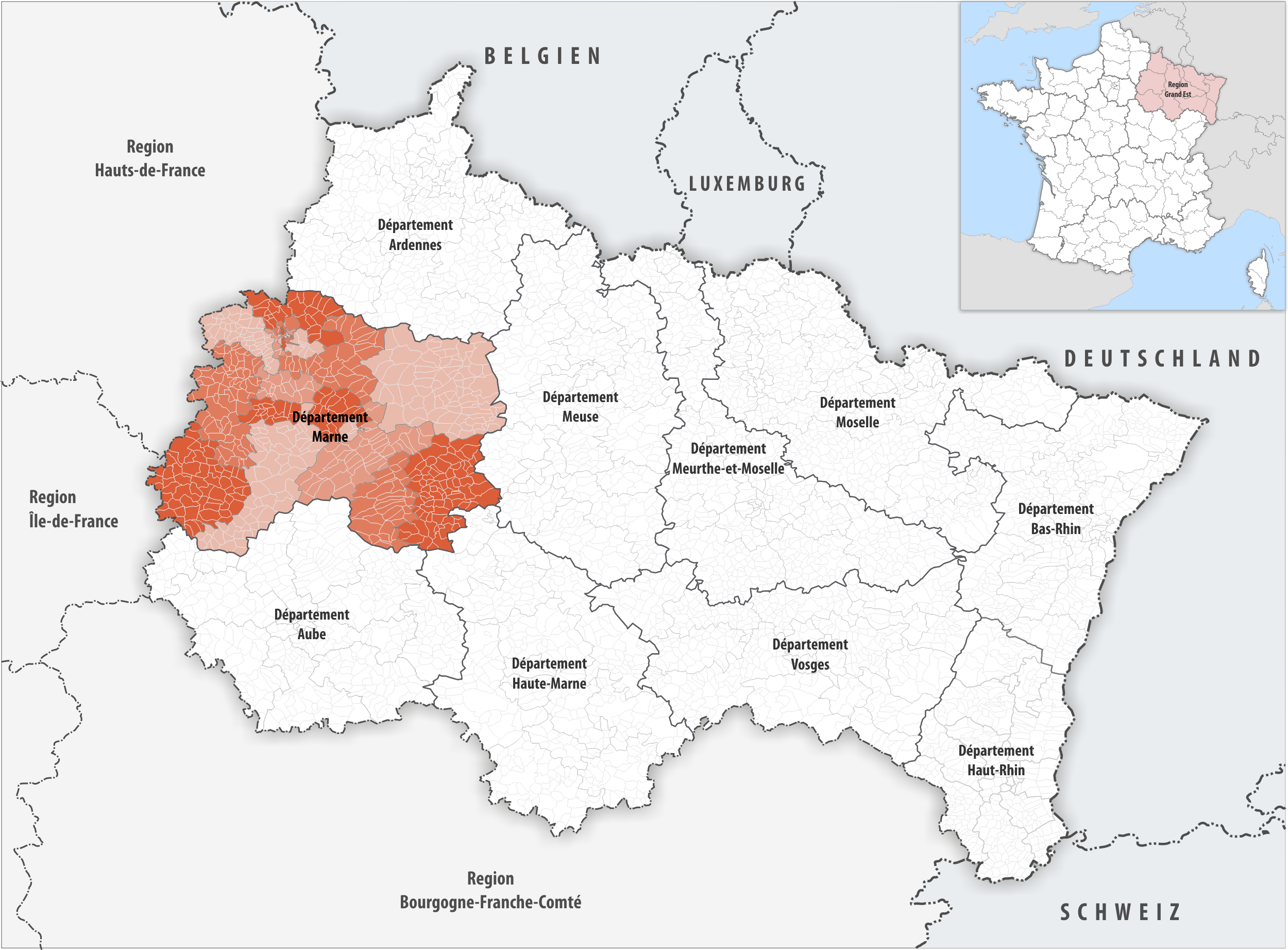
Lage des Départements Marne in der Region Grand Est
Lage der Region Grand Est in Frankreich

## Liste
Bestand am 21. Mai 2022: 27
| Name deu / fra                                               | Gemeinde / Lage                    | Typ (Untertyp)   | Bemerkungen | Bild |
| ------------------------------------------------------------ | ---------------------------------- | ---------------- | --- | ---- |
| Schloss Bettancourt Château de Bettancourt                   | Bettancourt-la-Longue              | Schloss          | |      |
| Schloss Bignicourt-sur-Saulx Château de Bignicourt-sur-Saulx | Bignicourt-sur-Saulx               | Schloss          | |      |
| Schloss Boursault Château de Boursault                       | Boursault 49,06123° N, 3,845795° O | Schloss          | Weingut |      |
| Schloss Braux-Sainte-Cohière Château de Braux-Sainte-Cohière | Braux-Sainte-Cohière               | Schloss          | |      |
| Schloss Bussemont Château de Bussemont                       | Saint-Lumier-la-Populeuse          | Schloss          | |      |
| Fort Chabrol                                                 | Épernay                            | Schloss (Palais) | Weinforschungsinstitut von Moët & Chandon                                                                                            |      |
| Schloss Dormans Château de Dormans                           | Dormans                            | Schloss          | |      |
| Schloss Étoges Château d'Étoges                              | Étoges                             | Schloss          | |      |
| Schloss Étrepy Château d'Étrepy                              | Étrepy                             | Schloss          | |      |
| Schloss Gueux Château de Gueux                               | Gueux                              | Schloss          | |      |
| Schloss Juvigny Château de Juvigny                           | Juvigny                            | Schloss          | |      |
| Schloss Lagery Château de Lagery                             | Lagery                             | Schloss          | Weingut |      |
| Schloss Louvois Château de Louvois                           | Louvois                            | Schloss          | |      |
| Schloss Mareuil Château de Mareuil                           | Mareuil-sur-Ay                     | Schloss          | |      |
| Schloss La Marquetterie Château de la Marquetterie           | Pierry                             | Schloss          | |      |
| Schloss Merfy Château de Merfy                               | Merfy                              | Schloss          | |      |
| Schloss Moët & Chandon Château Moët & Chandon                | Épernay                            | Schloss          | Schloss und Garten am Sitz des Champagner-Herstellers                                                                                |      |
| Schloss Montmirail Château de Montmirail                     | Montmirail                         | Schloss          | |      |
| Schloss Montmort Château de Montmort                         | Montmort-Lucy                      | Schloss          | |      |
| Schloss Mœurs Château de Mœurs                               | Mœurs-Verdey                       | Schloss          | |      |
| Schloss Perrier Château Perrier                              | Épernay                            | Schloss          | |      |
| Schloss Placard Château de Placard                           | Mœurs-Verdey                       | Schloss          | |      |
| Schloss Réveillon Château de Réveillon                       | Réveillon                          | Schloss          | |      |
| Schloss Serzy-Prin Château de Serzy-Prin                     | Serzy-et-Prin                      | Schloss          | Im Ortsteil Prin |      |
| Palais du Tau                                                | Reims                              | Schloss          | Erzbischöflicher Palast; die Könige von Frankreich verbrachten die Nacht vor ihrer Krönung in Notre-Dame de Reims in diesem Gebäude. |      |
| Schloss Trosnay Château de Trosnay                           | Le Thoult-Trosnay                  | Schloss          | |      |
| Schloss Vandières Château de Vandières                       | Vandières                          | Schloss          | |      |
| Schloss Villers-le-Château Château de Villers-le-Château     | Villers-le-Château                 | Schloss          | |      |
| Schloss Vitry-la-Ville Château de Vitry-la-Ville             | Vitry-la-Ville                     | Schloss          | |      |